# Zapovjedništvo za obuku i doktrinu HKoV
Zapovjedništvo za obuku i doktrinu HKoV-a "Fran Krsto Frankopan" (ZOD) ustrojbena je cjelina Hrvatske kopnene vojske. ZOD je ustrojen u srpnju 2007. sa sjedištem u Osijeku. Zapovjednik ZOD-a od njegova ustrojavanja je brigadni general Ivan Jurić. 
Trenutni zapovjednik je brigadir Dražen Baternek.
Temeljne zadaće ZOD-a su: razvoj i izrada doktrinarnih publikacija i kompletnog sustava obuke, upravljanje institucijskom obukom, osiguranje resursa za obuku, ustrojavanje i obuka ugovorne pričuve, prikupljanje, analiza i vrednovanje naučenih lekcija a sve s ciljem podizanja razine uspješnosti obuke, opremanja i operativne spremnosti pojedinca i postrojbe mogle bi se izdvojiti kao neke.
Ustrojavanjem Zapovjedništva za obuku i doktrinu na jednom mjestu se osmišljava, kreira i provodi obuka. ZOD razvija i sve doktrinarne publikacije, uspostavlja obučne standarde te tako usmjerava budućnost HKoV-a. ZOD je zadužen za razvoj i izradu doktrina rodova HKoV-a, te sudjeluje u razvoju i izradi taktičke doktrine HKoV-a, Doktrine obuke OSRH-a i Združene doktrine OSRH-a. Ujedinjavanjem svih obučnih aktivnosti na jednom mjestu znatno se podigla kvaliteta obuke. 
ZOD provodi obuku i pripadnika drugih grana OSRH-a, a na području obuke surađuje s HVU-om.
ZOD provodi i 50-ak tečajeva od kojih velika većina tečajeva ima selekcijski karakter. Riječ je o tečajevima o temeljnoj vojnoj obuci, za razvoj temeljnih sposobnosti vođenja, i temeljni tečaj rukovanja osobnim vatrenim naoružanjem. U sklopu specijalističke vojne obuke provodi obuku i tečajeve u svim borbenim i rodovima borbene potpore. Veliki broj tečajeva provodi u sklopu funkcionalne obuke. 
U našem Odsjeku za obuku i doktrinu svaki rod ima svoje stručnjake koji u svakom trenutku mogu odgovoriti na pitanja o razvoju roda bilo da je riječ o ljudskom, materijalnom, obučnom ili doktrinarnom potencijalu.

## Ustroj
ZOD se sastoji od deset ustrojbenih cjelina. Za nesmetano funkcioniranje ZOD-a zadužen je Dom zapovjedništva. U sastavu ZOD-a su četiri središta kojima se provode njegove zadaće. 
Središte za temeljnu obuku u Požegi zaduženo je za obuku dragovoljnih ročnika, selekcijski kamp kadeta, provode i Tečaj za razvoj temeljnih sposobnosti vođenja, a njihovi instruktori sudjeluju i u drugim obučnim zadaćama ZOD-a. 
Središte za borbenu obuku na vojnom poligonu "Eugen Kvaternik" na Slunju ima zadaću da u borbenim uvjetima s vježbama na zemljištu provodi sve vježbovne aktivnosti i nadzor postrojbi koje provode vježbe. Radi se uz pomoć sustava MILES 2000, a nakon završetka svake obučne aktivnosti postrojba koja je sudjelovala u obuci na zemljištu dobije tzv. paket ponesi kući u kojem se nalazi sve što je postrojba radila tijekom vježbe s analizom učinjenoga. 
U sastavu ZOD-a je i Simulacijsko središte koje je smješteno na HVU. Opremljeno je najboljim simulacijskim sustavom koji postoji, JCATS. 
U Rakitju je smješteno Obučno središte za međunarodne vojne operacije koje provodi niz tečajeva po NATO i UN programima i nezaobilazno je u pripremi naših ali i pripadnika OS-a drugih zemalja za sudjelovanje u međunarodnim misijama. Intenzivno se radi na tome da se ono transformira u regionalno središte. 
Osim središta, u sastavu ZOD-a je i pet pukovnija u kojima je raspoređena aktivna pričuva HKoV-a i to: Pješačka pukovnija, Topničko-raketna pukovnija, Inženjerijska, Logistička i Pukovnija PZO-a. Njihova je zadaća dvojaka. Zadužene su za provođenje specijalističke obuke i funkcionalnih tečajeva, a odgovorne su i za ustrojavanje i vođenje aktivne pričuve.
U sastavu ZOD-a su i vojni poligoni "Gašinci" i "Eugen Kvaternik" Slunj. Osim što njima upravlja, ZOD kreira i njihov izgled, stvara novu obučnu infrastrukturu i propisuju kako će se ona primjenjivati.
Zapovjedništvo za obuku i doktrinu HKoV:
- Zapovjedništvo
- Dom zapovjedništva
- Pješačka pukovnija
- Topničko-raketna pukovnija
- Pukovnija PZO-a
- Inženjerijska pukovnija, u čijem sastavu je Riječna bojna
- Logistička pukovnija
- Središte za temeljnu obuku
- Središte za borbenu obuku
- Simulacijsko središte
- Obučno središte za MVO